# فرودگاه جنوبی لندن
فرودگاه جنوبی لندن (به انگلیسی: London Southend Airport) (به زبان بومی: Southend Airport) یک فرودگاه همگانی مسافربری با کد یاتا SEN است که یک باند فرود آسفالت دارد و طول باند آن ۱۸۵۶ متر است. این فرودگاه در کشور انگلستان قرار دارد و در ارتفاع ۱۵ متری از سطح دریا واقع شده‌است.

## شرکت‌های هواپیمایی و مقصدهای پروازی

### مسافری
خطوط هوایی زیر پروازهای منظم و چارتری را در فرودگاه ساوتند لندن انجام می دهند:
| شرکت‌های هواپیمایی             | مقصدهای پروازی |
| ----------------------------- | --- |
| ایزی‌جت                        | آلیکانته-الچه، اسخیپول آمستردام، بارسلونا-ال پرات، فارو، مالاگا، مالت (آغاز از ۲۹ اکتبر ۲۰۱۷)، شارل دوگل پاریس فصلی: ژنو، ایبیزا، جرزی، لانزاروته، لیون-سینت اگزوپری، منورکا، مورسیا-سان یاویر، پالما د مایورکا، تنریف جنوبی |
| فلای‌بی اجرا توسط استوبارت ایر | بوداپست فرنک لیست، کلن بن (پایان در ۲۷ اکتبر ۲۰۱۷)، دوبلین (برقراری مجدد از ۲۹ اکتبر ۲۰۱۷), گلاسگو (آغاز از ۲۹ اکتبر ۲۰۱۷), خرونینگن ایلده، لیون-سینت اگزوپری، منچستر (آغاز از ۲۹ اکتبر ۲۰۱۷), میلانو مالپنسا، پراگ رازیون، رن - سن-ژاک، وین فصلی: کان–کرپیکه، دوبروونیک، پرپینیان-ریوسالت (پایان در ۲۴ سپتامبر ۲۰۱۷), رئوس (پایان در ۲۵ اکتبر ۲۰۱۷), ونیز مارکو پولو (پایان در ۲۶ اکتبر ۲۰۱۷), زادر |
| Powdair                       | فصلی: سیون (آغاز از ۱۴ دسامبر ۲۰۱۷) |
| اسکای‌ورک ایرلاینز             | فصلی: سیون (آغاز از ۱۴ دسامبر ۲۰۱۷) |
| ولوتی                         | چارتر فصلی: پالما د مایورکا |

### باری
| شرکت‌های هواپیمایی                           | مقصدهای پروازی             |
| ------------------------------------------- | -------------------------- |
| Time Definite Express Ltd اجرا توسط بین ایر | آلبرت – پیکردی، کاسل کالدن |